# Лион Макдоналд
Лион Макдоналд (енгл. Leon MacDonald; 21. децембар 1977) новозеландски је рагби тренер и бивши "Ол блек". Тренутно је главни тренер Блузса. Родио се на јужном острву Новог Зеланда, играо је рагби за Малборо, Кентербери, Крусејдерсе, Чифсе, Јамаху и Кинтетшу. Играо је на позицији отварача и аријера и имао је веома прецизан шут. Забележио је 122 наступа у најјачој лиги на Свету, за највећи тим на Земљи - Крусејдерсе. За репрезентацију Новог Зеланда је дебитовао 2002. у тест мечу против Шкотске. За Ол блексе је укупно одиграо 56 тест мечева и постигао 141 поен. Играчку каријеру је завршио у Јапану, а затим се вратио на Нови Зеланд и почео да ради као рагби тренер. Био је помоћни, па главни тренер у Тасману и помоћни тренер у Крусејдерсима, пре него што је постао главни тренер Блузса. Поред рагбија, тренирао је и крикет.